# Morgan LIFEcar
Morgan LIFEcar (LIghtweight Fuel Efficient Car) — концептуальный электромобиль на водородных топливных элементах, разработанный в 2005 году компаниями Morgan Motor Company и Riversimple. Исследования и разработки поддерживались британской оборонной технологической фирмой QinetiQ, несколькими университетами, включая университет Крэнфилда и Оксфордский университет, а также правительственными грантами. От топливных элементов отказались в пользу гибридного автомобиля с запасом хода 15 миль на электротяге.

## Технические характеристики
Согласно пресс-релизам, LIFEcar разработан на базе Morgan Aero 8, в то время как сами топливные элементы с протонообменной мембраной разработаны компанией QinetiQ. Планировалось, что автомобиль будет оснащаться электродвигателями с приводом на все колёса (по аналогии с концепцией Whispering Wheel). Для того, чтобы обеспечить достаточные всплески мощности для двигателей, электричество, вырабатываемое топливным элементом, хранилось в сложных конденсаторах. Для получения технологии хранения жидкого водорода компания Morgan могла использовать свои прошлые деловые связи с BMW. Проектированием платформы транспортного средства руководил Марк Ривз с помощью своей команды в Morgan.